# Mistrzostwa Polski w Łyżwiarstwie Szybkim w Wieloboju Sprinterskim 2022
41. Mistrzostwa Polski w wieloboju sprinterskim odbyły się w dniach 22-23 stycznia 2022 roku na torze Arena Lodowa w Tomaszowie Mazowieckim razem z mistrzostwami Polski w wieloboju.
Reprezentanci Polski na zimowe igrzyska olimpijskie w Pekinie potraktowali start w mistrzostwach Polski jako element przygotowań i nie ukończyli zawodów (po  pierwszym dniu wycofali się prowadzący w klasyfikacji po dwóch wyścigach Andżelika Wójcik i Piotr Michalski, a także Karolina Bosiek, Damian Żurek i Marek Kania, natomiast Kaja Ziomek w drugim dniu pobiegła tylko na 500 metrów).

## Wyniki

### Kobiety
| Pozycja | Zawodniczka        | 500 m | 1000 m  | 500 m | 1000 m  | Suma pkt. | Strata |
| ------- | ------------------ | ----- | ------- | ----- | ------- | --------- | ------ |
| 01 !    | Martyna Baran      | 40.35 | 1:22.40 | 40.19 | 1:21.61 | 162.545   | -      |
| 02 !    | Wiktoria Dąbrowska | 40.61 | 1:21.40 | 40.45 | 1:22.17 | 162.845   | +0.300 |
| 03 !    | Iga Wojtasik       | 40.80 | 1:21.56 | 40.62 | 1:21.78 | 163.090   | +0.545 |

### Mężczyźni
| Pozycja | Zawodnik         | 500 m | 1000 m  | 500 m | 1000 m  | Suma pkt. | Strata |
| ------- | ---------------- | ----- | ------- | ----- | ------- | --------- | ------ |
| 01 !    | Artur Nogal      | 35.43 | 1:12.56 | 35.66 | 1:11.72 | 143.230   | -      |
| 02 !    | Jakub Piotrowski | 36.85 | 1:11.77 | 36.47 | 1:11.65 | 145.030   | +1.800 |
| 03 !    | Gaweł Oficjalski | 36,45 | 1:14.17 | 36.59 | 1:14.31 | 147.280   | +4.050 |